# Національна футбольна асоціація Есватіні
Національна Футбольна асоціація Есватіні (NFAS) — організація, що здійснює контроль і управління футболом в Есватіні. Асоціація була заснована в 1968 році. Вона керує Національною футбольною лігою і національною збірною.